# Ерік Ролл, барон Ролл з Іпсдена
Ерік Ролл, барон Ролл з Іпсдена KCMG CB (народжений Еріх Ролл; англ.: Eric Roll, Baron Roll of Ipsden; 1 грудня 1907 — 30 березня 2005) — британський вчений економіст, державний службовець і банкір. У 1977 році його зробили довічним пером.

## Біографія
Ролл народився в Новоселиці, Австро-Угорська імперія, і виріс поблизу Чернівців на Буковині, яка стала частиною Румунії, а тепер є частиною України. Його батьки, Матіас і Фанні Ролл, були середньоєвропейського походження.
Його батько був менеджером банку, а брат його матері був видатним членом юридичного факультету Віденського університету. Коли під час Першої світової війни російські війська спалили село, його родина сховалася у Відні. Батьки відправили Еріка до Англії в 1920-х роках, і він навчався в Бірмінгемському університеті. Незабаром після цього він захистив докторську дисертацію та опублікував свою першу книгу. Змішався з мистецькими та творчими колами.
До 28 років Ролл став професором економіки та комерції в Університетському коледжі Галла, призначений за підтримки Джона Мейнарда Кейнса та лорда Стемпа. Можливо, його найтривалішою роботою того часу була публікація в 1938 році його книги «Історія економічної думки», яка згодом пережила кілька видань. Проте під час Другої світової війни він був прийнятий на державну службу як заступник голови Британської продовольчої місії (1941—1946), де він головним чином займався закупівлею продовольства, зокрема сушених яєць. Він встановив низку контактів у Сполучених Штатах і відхилив пропозицію очолити Генеральну угоду з тарифів і торгівлі, натомість приєднавшись до Міністерства продовольства Великої Британії. Його економічний досвід і контакти зробили його безцінним у післявоєнному уряді, і він був британським представником у паризьких дискусіях щодо допомоги Маршаллу. Він відіграв важливу роль у створенні європейських і трансатлантичних інституцій до того, як знову приєднався до Міністерства сільського господарства, рибальства та продовольства.
Ролл збирався прийняти посаду проректора Ліверпульського університету, але його попросили поїхати до Вашингтона, округ Колумбія, як міністра економіки в британському посольстві з 1963 по 1964 рік. Потім, коли лейбористи перемогли на виборах 1964 року, він став постійним секретарем нового Департаменту з економічних питань, незважаючи на те, що не погоджувався з його розвитком.
Між 1968 і 1977 роками Ролл був директором Банку Англії, головою комерційних банкірів С. Г. Варбурга та директором The Times.
У 1978 році Ролл став співпрезидентом Інституту політичних досліджень у Лондоні. Він був ректором Саутгемптонського університету в 1974-84 роках.
Він був головою Більдербергських зустрічей між 1986 і 1989 роками.

## Почесті
Ролл був призначений компаньйоном Ордена Святого Михаїла і Святого Георгія (CMG) у 1949 році, компаньйоном Ордена Лазні (CB) у 1956 році та лицарем-командором Ордена Святого Михайла та Святого Георгія (KCMG) у 1962 р. і отримав звання officeur ордена Почесного легіону. 19 липня 1977 року він отримав звання пера як барон Ролл з Іпсдена в графстві Оксфордшир.

## Особисте життя
Ролл одружився з Вініфред Тейлор у 1934 році, і у них народилося дві дочки, Джоанна та Елізабет. Леді Ролл померла в 1998 році.

## Основні публікації
- A History of Economic Thought. 1938.
- An Early Experiment in Industrial Organization: History of the Firm of Boulton and Watt 1775—1805, Routledge, 1968
- Crowded Hours (autobiography), 1985.